# Курманалеевы
Курманалеевы — русский дворянский род.
Происходит от «иноземца» Гордея Алексеевича Курманалеева, пожалованного в московские дворяне в 1686. Род Курманалеевых был внесён в VI часть дворянских родословных книг Московской  и Ярославской губерний (Гербовник, V, 121).
Гордей Алексеевич Курманалеев — скорее всего, выходец из казанских татар, для языка которых, как и для ногайского, характерен переход звука «б» в «м». Известен также казанский князь Курман — Али, один из руководителей восстания казанских людей в 1552—1554 гг. Курманалеевы записаны в российское дворянство в 1686 году. Фамилия от тюрко — мусульманского Корбанали «пожертвованный богу».

## Описание герба
В щите, имеющем красное поле, изображена серебряная луна и под нею того же металла стрела, которые обращены: луна рогами, а стрела остриём вниз.
На щите дворянский коронованный шлем. Нашлемник: три страусовых пера. Намёт на щите красный, подложенный серебром. Щит держат с правой стороны воин в латах с копьём, а с левой лев. Герб рода Курманалеевых внесён в Часть 5 Общего гербовника дворянских родов Всероссийской империи, стр. 121. Дата обращения: 24 июня 2013. Архивировано 24 июня 2013 года..